# Пікоплано рудий
Пікопла́но рудий (Rhynchocyclus fulvipectus) — вид горобцеподібних птахів родини тиранових (Tyrannidae). Мешкає в Андах.

## Поширення і екологія
Руді пікоплано мешкають на крайньому заході Венесуели (Тачира), в Колумбії (переважно в Західному хребті Анд), в Еквадорі, Перу та на північному заході Болівії (на південь до Кочабамби). Вони живуть в підліску вологих гірських тропічних лісів. Зустрічаються на висоті від 750 до 2300 м над рівнем моря.